# Jadwiga Habrik-Wiśniewska
Jadwiga Habrik-Wiśniewska z d. Kulesza (ur. 26 marca 1887 w Peregunce (Podole), zm. 23 września 1964 w Warszawie) – polska malarka i graficzka. 

## Życiorys
W 1906 podjęła studia malarskie w Odessie, kończąc je w 1911. Uzupełniała wykształcenie w szkołach artystycznych w Petersburgu, u Moritza Heymanna w jego monachijskiej szkole, a od 1927 do 1928 u Ignacego Łopieńskiego. Podjęła pracę w gimnazjum w Winnicy jako nauczycielka rysunku w tamtejszym gimnazjum. W 1923 przeprowadziła się z Winnicy do Polski i zamieszkała w Warszawie.
W okresie międzywojennym wstąpiła do Towarzystwa Zachęty Sztuk Pięknych oraz Związku Polskich Artystów Plastyków i uczestniczyła w wystawach obu organizacji. Przed 1940 malowała w technice pastelowej i olejnej, często widoki zabytków warszawskich oraz sceny marynistyczne, po 1945 tworzyła tylko grafiki, głównie techniką akwaforty, czasem akwatinty. Ich tematyką często były portrety. 
Miała dwie wystawy indywidualne (w 1931 i 1958 w SARP). Otrzymała również nagrodę Ministra Kultury i Sztuki (1958). 
Jej obrazy znajdują się m.in. w zbiorach Muzeum Narodowego w Warszawie.